# Năm Châu
Năm Châu (14 tháng 6 năm 1906 – 21 tháng 4 năm 1978), tên thật là Nguyễn Thành Châu, là một diễn viên sân khấu người Việt Nam. Ông vừa là người trình diễn, vừa là soạn giả cải lương. Với tư cách một soạn giả cải lương hàng đầu ở thời của mình, ông đã sáng tác khoảng 50 vở cải lương dài và nhiều vở ngắn, trong đó rất nhiều vở có giá trị nghệ thuật cao.

## Tiểu sử
Năm Châu tên thật là Nguyễn Thành Châu, sinh ngày 14 tháng 6 năm 1906 (cũng có nguồn tài liệu cho rằng ông sinh ngày 9 tháng 1) tại làng Mỹ Tịnh An, quận Chợ Gạo, tỉnh Mỹ Tho (nay thuộc huyện Chợ Gạo, tỉnh Tiền Giang). Năm 1922, khi vẫn còn đang theo học tại Trường trung học La San Taberd, ông quyết định tự lập, theo nghiệp sân khấu. Năm 1938, ông gia nhập gánh hát Thầy Năm Tú ở Mỹ Tho. Sau đó, ông cộng tác với gánh hát Huỳnh Kỳ, sáng tác các tuồng: Tội của ai, Ngọn cờ hiệp sĩ (1927), Tiếng nói trái tim (1928), Bằng hữu binh nhung (phóng tác tiểu thuyết Les trois mousquetaires - "Ba chàng lính ngự lâm" của Alexandre Dumas cha), Hồn chinh phụ (1930), Tố Hoa Nương, Đêm không ngày,... gây tiếng vang lớn. Ông sớm nhận biết khán giả không thích tuồng quá nhiều Hán tự, cách ca diễn ủy mị, rề rà, nội dung không phản ánh hiện thực cuộc sống, do vậy ông chủ trương cải cách. Trong giai đoạn 1948, Năm Châu cùng Trần Hữu Trang đã tham gia cách mạng, kháng chiến chống thực dân Pháp.
Thời kỳ hoạt động rực rỡ nhất của Năm Châu chính là thành lập Đoàn hát Việt Kịch Năm Châu (1952–1955). Với vở Tây Thi gái nước Việt do ông làm đạo diễn, kiêm diễn 2 vai Ngô Phù Sai, Phạm Lãi gây tiếng vang lớn về nghệ thuật ca diễn cải lương cải tiến, cuốn hút khán giả thời đó. Ban đầu, các vở diễn trong đoàn gặp nhiều khó khăn từ khán giả vì chưa quen với cách làm mới và bị nhiều người chê rằng như thoại kịch. Nhưng ông vẫn kiên trì đường lối cải cách mặc dù đời sống của ông vô cùng khó khăn, vừa chăm sóc các con lại vừa lo cho việc sinh hoạt của đoàn. Năm Châu cũng được biết đến là một nghệ sĩ rất nghiêm túc, ông đã yêu cầu các nghệ sĩ của mình phải học hành tử tế. Ai cũng phải xóa nạn mù chữ quốc ngữ, học kịch bản thật kỹ càng và không thực hiện truyền thoại bằng miệng như trước đây. Đặc biệt, Năm Châu đã cùng vợ kiểm soát chặt chẽ nếp sống, sinh hoạt của nghệ sĩ, không cho phép nghệ sĩ trong đoàn cờ bạc, hút thuốc phiện, tất cả phải tập luyện lời ca bằng văn bản.

Đĩa Beka thu bài Guitare d'Amour hát chung với Ái Liên, dàn nhạc Orchestre Francois Nở

Năm Châu đã đưa vào sáng tác văn hóa đối thoại dễ hiểu được phóng tác theo tiểu thuyết Anh, Pháp nhằm phổ biến trào lưu tư tưởng tiến bộ của phương Tây, áp dụng tiến bộ nghệ thuật và kỹ thuật khoa học để làm giàu cho cải lương. Từ nền tảng này, kịch bản cải lương đã bỏ dần những câu văn biền ngẫu, khiến nghệ sĩ lệ thuộc động tác gò bó, trịnh trọng. Cách đối thoại theo thể văn xuôi của ông đã bắt đầu đưa cuộc sống đương đại lên sàn diễn. Năm Châu đã cho ra loạt tuồng phóng tác theo các tiểu thuyết nổi tiếng hoặc kịch kinh điển của văn học Pháp như: Giá trị và danh dự (Le Cid của Pierre Corneille), Túy hoa vương nữ (Marie Tudor của Victor Hugo), Áo người quân tử (L'homme en habit), Miếng thịt người (Le marchand de Venise), Gió ngược chiều (Ruy Blas),... Ở lĩnh vực điện ảnh, ông thực hiện các phim chuyển thể từ các vở cải lương và ông là người đầu tiên thực hiện lĩnh vực chuyển âm, lồng tiếng cho các phim nước ngoài (1950–1960) tại Sài Gòn.

### Giáo sư kịch nghệ đầu tiên
Đầu năm 1960, sân khấu cải lương đã có những sự chuyển biến lớn khi xuất hiện của hàng loạt giọng ca vàng khiến thế hệ của ông phải nhường bước cho lớp nghệ sĩ trẻ ca vọng cổ được khán giả ưa chuộng như: Minh Vương, Minh Phụng, Minh Cảnh, Thanh Sang, Út Bạch Lan, Ngọc Giàu, Mỹ Châu, Lệ Thủy, Bạch Tuyết, Phượng Liên, Thanh Nga,... đã chiếm lĩnh sân khấu cải lương và các hãng đĩa.
Từ năm 1962, Năm Châu được mời làm giáo sư của Trường Quốc gia Âm nhạc và Kịch nghệ Sài Gòn (nay là Nhạc viện Thành phố Hồ Chí Minh) và là giáo sư kịch nghệ khóa đầu tiên của trường này. Với tinh thần dạy nghề hết lòng vì nguồn nhân lực cho sân khấu, ông được xem là bậc thầy trong việc đúc kết những kinh nghiệm giảng dạy nghệ thuật cho thế hệ nhà giáo của bộ môn này. Sau năm 1975, vợ ông – nghệ sĩ Kim Cúc, được mời dạy khóa đào tạo diễn viên Nhà hát Cải lương Trần Hữu Trang. Bà đã dùng giáo án của chồng mình để tiếp tục sự nghiệp mà ông đã nghiên cứu.
Theo tư liệu chính thức, Năm Châu qua đời vào ngày 4 tháng 7 năm 1977 tại Thành phố Hồ Chí Minh và được an táng tại nghĩa trang Chùa Nghệ sĩ, một thời gian sau, mộ phần của ông được chuyển về xã Phú Kiết, tỉnh Tiền Giang. Nhưng theo phần mộ của ông tại chùa nghệ sĩ, ngày mất của ông lại được ghi là 21 tháng 4 năm 1978. Năm Châu được nhà nước Việt Nam truy tặng danh hiệu Nghệ sĩ nhân dân vào năm 1988. Tên ông được đặt cho một con đường tại quận Tân Bình, Thành phố Hồ Chí Minh.

## Tác phẩm
- Anh hùng náo Tam môn giai
- Duyên chị tình em
- Đoá hoa rừng
- Nợ dâu
- Nước biển mưa nguồn
- Ngọn cờ đầu
- Ngao sò ốc hến
- Sân khấu về khuya
- Phũ phàng
- Tư sinh tử
- Thái tử Hàm Lệ
- Tuý Hoa vương nữ
- Tây Thi gái nước Việt
- Vợ và tình
- Miếng thịt người

## Đời tư
Người vợ đầu tiên của Năm Châu là nghệ sĩ Sáu Trâm, là người Việt gốc Hoa, quê ở Thốt Nốt, Long Xuyên. Nhưng ghen tức vì chồng dạy học cho Phùng Há, bà rời gánh hát Tái Đồng Ban, trở về Long Xuyên và ở với mẹ.
Năm 1928, Năm Châu kết hôn với nghệ sĩ Tư Sạng, khi 2 người đang cùng hoạt động trong gánh hát Tái Đồng Ban, họ sinh được 5 người con là Nguyễn Thành Văn, Nguyễn Ngọc Bê, Nguyễn Trúc Thanh, Nguyễn Thị Thanh Hương, Nguyễn Thanh Trúc. Người con cả Nguyễn Thành Văn là chủ rạp hát bóng Tây Đô tại tỉnh Cần Thơ. Người con thứ 3 là Nguyễn Trúc Thanh tập kết ra Bắc sau năm 1954. Người con thứ 4 là nghệ sĩ cải lương Thanh Hương, nổi tiếng qua bài vọng cổ Cô Bán Đèn Hoa Giấy. Người con út Nguyễn Thanh Trúc là thành viên đoàn Việt Kịch Năm Châu và đoàn cải lương Sài Gòn 1.
Năm 1948, Năm Châu kết hôn với người vợ thứ ba là nghệ sĩ Kim Cúc, con gái lớn của nghệ sĩ Bảy Nhiêu, họ sinh được 6 người con là Nguyễn Thị Xuân Hợi, Nguyễn Thị Nguyệt Thu, Nguyễn Thị Kim Khánh, Nguyễn Thị Ngọc Thanh, Nguyễn Thị Hồng Dung, Nguyễn Thành Long. Người con gái đầu tốt nghiệp piano tại trường Quốc Gia Âm Nhạc Sài Gòn. Người con thứ 2 tốt nghiệp violin. Người con thứ 5, Nguyễn Hồng Dung, là một đạo diễn sân khấu.